# Carranque
Carranque è un comune spagnolo di 4 432 abitanti situato nella comunità autonoma di Castiglia-La Mancia.

## Monumenti e luoghi d'interesse

### Siti archeologici
A Carranque si conservano i resti di una villa romana, ora protetta dal governo della Castiglia-La Mancia con la realizzazione di un Parco Archeologico. Vi si trovano tre edifici maggiori ed un mulino romano. Si ritiene che la villa appartenesse a Materno Cinegio, importante uomo politico durante l'impero di Teodosio I.